# Weltmeisterschaften im Modernen Fünfkampf 2008
2008 fanden die Weltmeisterschaften im Modernen Fünfkampf bei den Herren und bei den Damen in Budapest, Ungarn, statt.

## Herren

### Einzel
| Platz | Land       | Sportler      |
| ----- | ---------- | ------------- |
| 1     | Russland   | Ilja Frolow   |
| 2     | Tschechien | David Svoboda |
| 3     | Belarus    | Jahor Lapo    |

### Mannschaft
| Platz | Land     | Sportler                                                   |
| ----- | -------- | ---------------------------------------------------------- |
| 1     | Russland | Ilja Frolow Alexei Turkin Andrei Moissejew                 |
| 2     | Ukraine  | Dmytro Kirpuljanskyj Yevgeniy Borkin Pawlo Tymoschtschenko |
| 3     | Belarus  | Michail Prokopenko Jahor Lapo Dsmitryj Meljach             |

### Staffel
| Platz | Land    | Sportler                                                    |
| ----- | ------- | ----------------------------------------------------------- |
| 1     | Belarus | Michail Prokopenko Jahor Lapo Dsmitryj Meljach              |
| 2     | Litauen | Andrejus Zadneprovskis Justinas Kinderis Edvinas Krungolcas |
| 3     | Ungarn  | Péter Tibolya Róbert Kasza Ádám Marosi                      |

## Damen

### Einzel
| Platz | Land                   | Sportlerin      |
| ----- | ---------------------- | --------------- |
| 1     | Frankreich             | Amélie Cazé     |
| 2     | Ägypten                | Aya Medany      |
| 3     | Vereinigtes Königreich | Katy Livingston |

### Mannschaft
| Platz | Land                   | Sportlerinnen                                      |
| ----- | ---------------------- | -------------------------------------------------- |
| 1     | Polen                  | Edita Małoszyc Sylwia Czwojdzińska Paulina Boenisz |
| 2     | Vereinigtes Königreich | Katy Livingston Heather Fell Mhairi Spence         |
| 3     | Ungarn                 | Adrienn Tóth Leila Gyenesei Sarolta Kovács         |

### Staffel
| Platz | Land                   | Sportlerinnen                                      |
| ----- | ---------------------- | -------------------------------------------------- |
| 1     | Ungarn                 | Adrienn Tóth Leila Gyenesei Sarolta Kovács         |
| 2     | Vereinigtes Königreich | Katy Livingston Heather Fell Mhairi Spence         |
| 3     | Polen                  | Edita Małoszyc Sylwia Czwojdzińska Paulina Boenisz |

## Medaillenspiegel
| Platz | Land                   | Goldmedaille | Silbermedaille | Bronzemedaille |
| 1     | Russland               | 2            | –              | –              |
| 2     | Belarus                | 1            | –              | 2              |
| 2     | Ungarn                 | 1            | –              | 2              |
| 4     | Polen                  | 1            | –              | 1              |
| 5     | Frankreich             | 1            | –              | –              |
| 6     | Vereinigtes Königreich | –            | 1              | 1              |
| 7     | Ägypten                | –            | 1              | –              |
| 7     | Litauen                | –            | 1              | –              |
| 7     | Tschechien             | –            | 1              | –              |
| 7     | Ukraine                | –            | 1              | –              |